# Gare de Montgeron – Crosne
Gare de Montgeron - Crosne – stacja kolejowa w Montgeron, w departamencie Essonne, w regionie Île-de-France, we Francji.
Znajduje się na linii Paryż – Marsylia i jest obsługiwana przez pociągi RER linii D.